# Сафьян, Мордух Хаимович

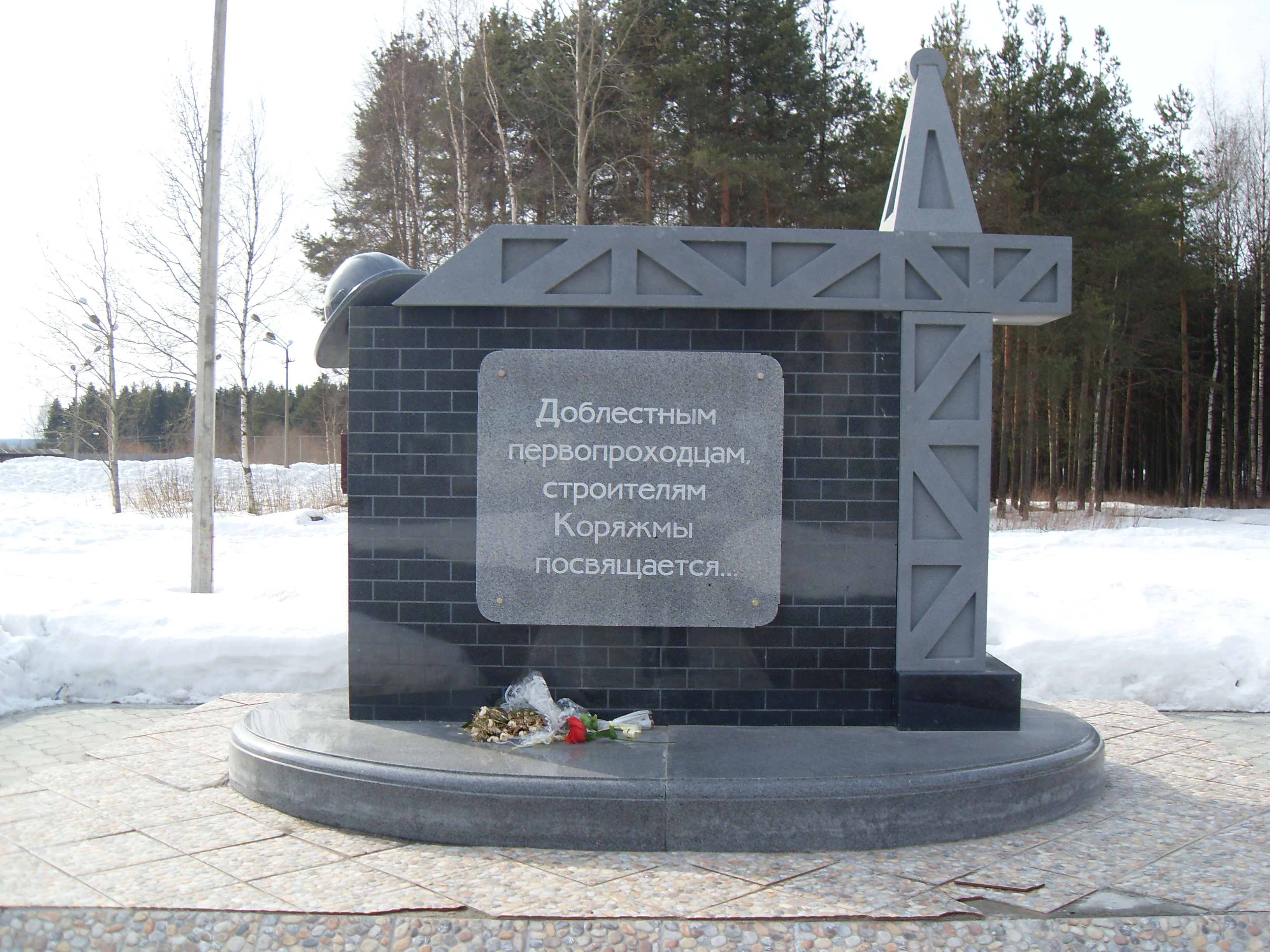
Памятник первостроителям г. Коряжмы

Мордух Хаимович Сафьян (Михаил Ефимович Сафьян; 1907 — 20 января 1982) — управляющий трестом «Котласбумстрой» в 1955—1966 годах, заслуженный строитель РСФСР.

## Биография
Окончил Московский государственный университет (1931).
Работал на Горьковском автозаводе. Арестован в 1938 году. Приговорён особым совещанием по статьям 58-7, −11 к восьми лет исправительно-трудовых лагерей. Решением ОСО в 1942 году срок снижен на 2 года, освобождён в ноябре 1943 года. Во время заключения в Канске был одним из руководителей строительства гидролизного завода.
В 1955 году назначен управляющим трестом «Котласбумстрой», внес большой вклад в строительство комбината и посёлка Коряжма. Трест «Котласбумстрой» под его руководством занимался строительством Котласского ЦБК.
Был депутатом Котласского городского Совета народных депутатов, членом Архангельского обкома КПСС, членом бюро Котласского ГК КПСС. Работал в аппарате Министерства лесной, целлюлозно-бумажной деревообрабатывающей промышленности, консультантом по вопросам строительствава.
В 1982 году именем M. E. Сафьяна названа улица в г. Коряжме.

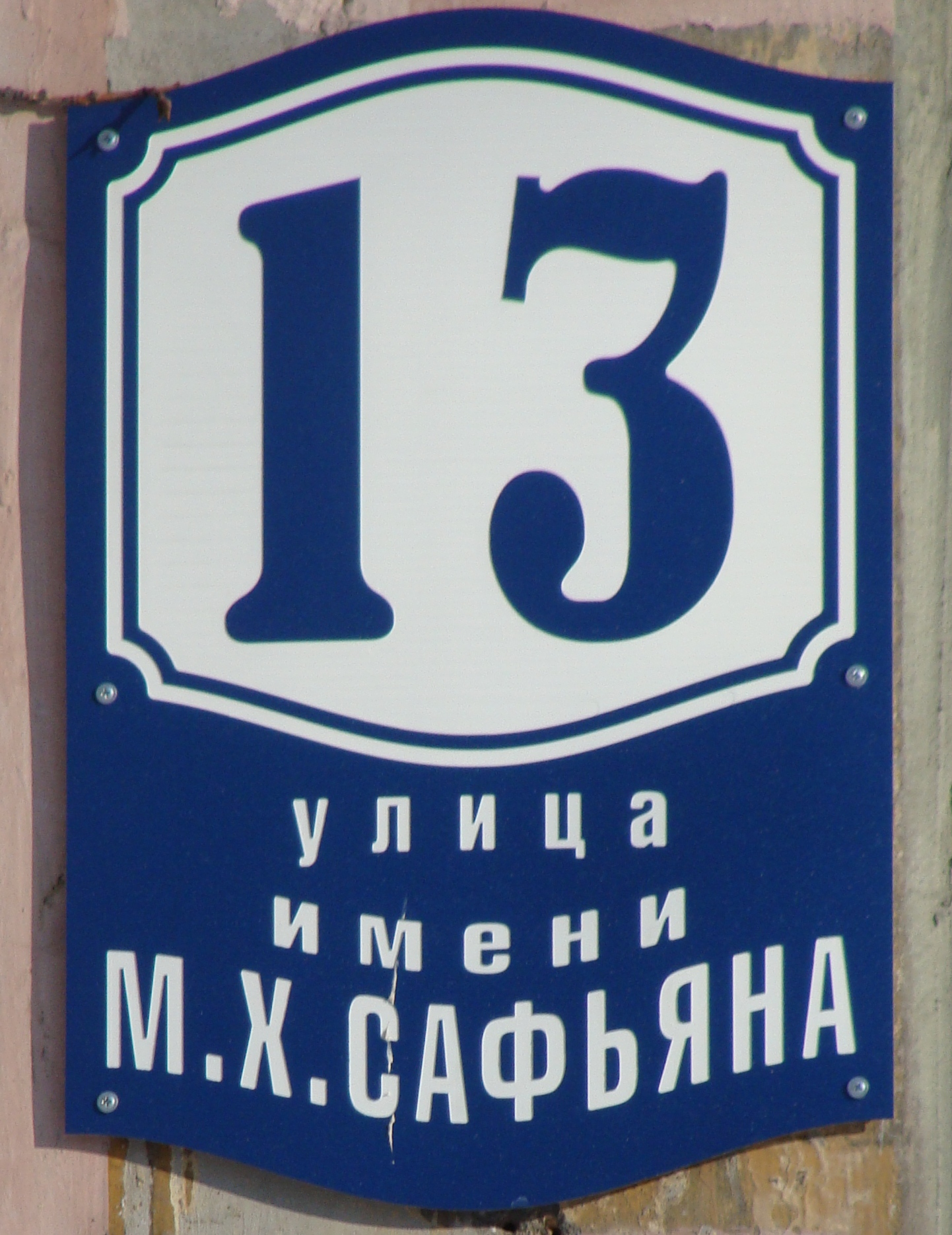
Аншлаг здания на ул. им. М. Х. Сафьяна в Коряжме

## Награды
Награждён орденами Ленина, Трудового Красного Знамени, Октябрьской Революции, «Знак Почёта», медалью «За доблестный труд в годы Великой Отечественной войны».

## Память
Упоминается в произведении Романа Литвана «Далекое и близкое прошлое»:

Все руководство на Котласбумстрое были освобожденные зеки. Управляющий трестом Сафьян, гроза всего и вся на стройке, способный нагнать страх на любого из местных работников, а также на московских бюрократов-кураторов, — отсидел десять или двенадцать лет в советских лагерях. Кстати, когда мне доводилось зайти в управление трестом, в коридоре был слышен рык и грохот его голоса — из-за двойной обитой дерматином двери! Секретарши шепотом, приставляя палец к губам, произносили с затаённым ужасом: «Сафьян с Москвой разговаривает». На самом деле он скорей всего разносил какого-нибудь начальника стройучастка. Впрочем, неустойчивая телефонная связь заставляла его в переговорах с министерством или зампредом правительства и вправду кричать в полный голос.

За заслуги и личный вклад в строительство Котласского ЦБК и развитие города Коряжмы установлена мемориальная доска на фасаде дома № 19 по улице имени М. Х. Сафьяна.